# Флинн, Эдвард
Эдвард Лорин «Эдди» Флинн (англ. Edward Loring "Eddie" Flynn; 25 октября 1909, Новый Орлеан, Луизиана, США — 7 февраля 1976, Тампа, Флорида, США) — американский боксёр, чемпион Олимпийских игр в Лос-Анджелесе 1932 года в полусреднем весе.

## Спортивная карьера
Выступал на любительском ринге будучи студентом стоматологического отделения в Университете Лойолы в Новом Орлеане, иногда подрабатывая дворником за 60 долларов в месяц. В официальных любительских боях не потерпел ни одного поражения. Был чемпионом США среди любителей в 1931 и 1932 годах. После второго чемпионского титула был выбран журналом «Тайм» как лучший спортсмен-боец 1932 года, в интервью журналу Флинн заявил, что не собирается переходить в профессионалы.
Принял участие в Олимпийских играх в Лос-Анджелесе (1932), где завоевал золотую медаль.

В полусреднем весе в турнире участвовало 16 человек. Допускалось участие одного представителя от каждой страны.
Результаты на Олимпийских играх 1932 (вес до 66,68 кг):

Победил Луиса Сарделлу (Аргентина) по очкам

Победил Ричарда Бартона (Южная Африка) по очкам

Победил Дэвида МакКлейва (Великобритания) по очкам

Победил Эриха Кампе (Германия) по очкам
Спустя четыре месяца после своего олимпийского триумфа перешел в профессиональный бокс. За 3 года выступлений ему ни разу не довелось оспаривать чемпионский титул, однако заработанные деньги помогли впоследствии открыть стоматологическую клинику в Тампе.

## Признание
- В 1964 году введен в Зал славы Университета Лойолы в Новом Орлеане.
- В 1974 году введен в Зал спортивной славы Флориды[англ.].
- В 1981 году введен в Большой Зал славы Нового Орлеана.
- В 2010 году введен в Зал боксёрской славы Флориды.